# Усов, Пётр Матвеевич
Пётр Матвеевич Усов (3 сентября 1918 — 29 ноября 1990) — передовик советского сельского хозяйства, комбайнёр колхоза «Победа» Чердаклинского района Ульяновской области, Герой Социалистического Труда (1966).

## Биография
Родился в 1918 году на территории современной Ульяновской области в крестьянской семье.
После окончания обучения на курсах механизаторов, перед началом Великой Отечественной войны, трудился трактористом на территории Казахстана. В годы войны обучал тракторному делу женщин и подростков.
В начале 1960-х годов переехал вместе с семьёй на родину в Ульяновскую область и стал работать в колхозе «Победа» в селе Красный Яр Чердаклинского района. Он сразу вошёл в число передовых механизаторов. В разные годы ему было присвоено звание «Лучший механизатор Ульяновской области», «Отличник социалистического соревнования», «Лучший комбайнёр СССР».
Указом Президиума Верховного Совета СССР от 10 мая 1966 года за особые заслуги в развитии промышленности, строительства и сельского хозяйства Петру Матвеевичу Усову было присвоено звание Героя Социалистического Труда с вручением ордена Ленина и медали «Серп и Молот».
Избирался делегатом III Всесоюзного съезда колхозников (1969).
Умер 29 ноября 1990 года. Похоронен на Северном кладбище Ульяновска.

## Награды
За трудовые успехи был удостоен:
- золотая звезда «Серп и Молот» (10.05.1966)
- орден Ленина (10.05.1966)
- орден Трудового Красного Знамени (13.07.1951)
- Медаль "За трудовую доблесть" (09.06.1952)
- другие медали.